# Rezerwat przyrody Skulskie Dęby
Rezerwat przyrody Skulskie Dęby – leśny rezerwat przyrody położony w gminie Żabia Wola w województwie mazowieckim.
Został powołany Zarządzeniem Ministra Ochrony Środowiska, Zasobów Naturalnych i Leśnictwa z dnia 12 listopada 1996 roku (M.P. z 1996 r. nr 75, poz. 689) na powierzchni 30,07 ha.
Rezerwat utworzono w celu ochrony, ze względów naukowych i dydaktycznych, ponad 200-letniego starodrzewu dębowego oraz zbiorowisk roślin bagiennych. Oprócz dębów w domieszce rosną sędziwe wiązy górskie i jawory.
Florę rezerwatu reprezentuje około 180 gatunków, w tym bluszcz pospolity, kopytnik pospolity, kruszczyk szerokolistny, konwalia majowa, storczyk szerokolistny.